# NLOS-C
NLOS-C  (англ. Non-Line of Sight Cannon) — самоходная артиллерийская установка. САУ NLOS-C — первый проект, разработанной в рамках американской программы «Боевые системы будущего» (FCS).
Расчетная боевая дальность действия установки составляет около 30 километров. Боекомплект планируется из 24 снарядов каждый массой 45 кг.
Новые самоходные гаубицы разработаны с гибридной силовой установкой. Дизельный двигатель с помощью генератора подзаряжает аккумуляторные батареи, которые приводят в движение тяговые электромоторы гусениц. Экипаж САУ NLOS-C состоит из двух человек.
13 июня 2008 года армия США на Капитолийском холме в Вашингтоне у здания Конгресса США организовала показ прототипа (САУ) NLOS-C.
Планировалось поступление в боевые части к 2014 году, однако в 2009 г. программа FCS была закрыта, большая часть проектов в её рамках была заморожена.
Судьба САУ NLOS-C определилась в начале 2011 года — согласно заявлениям руководителя военного министерства США Роберта Гейтса данный проект в целях экономии средств, вместе с рядом других разработок, закрыт, а все системы, разработанные для NLOS-C, были использованы для модернизации гаубиц M109 до модификации PIM.

## Галерея

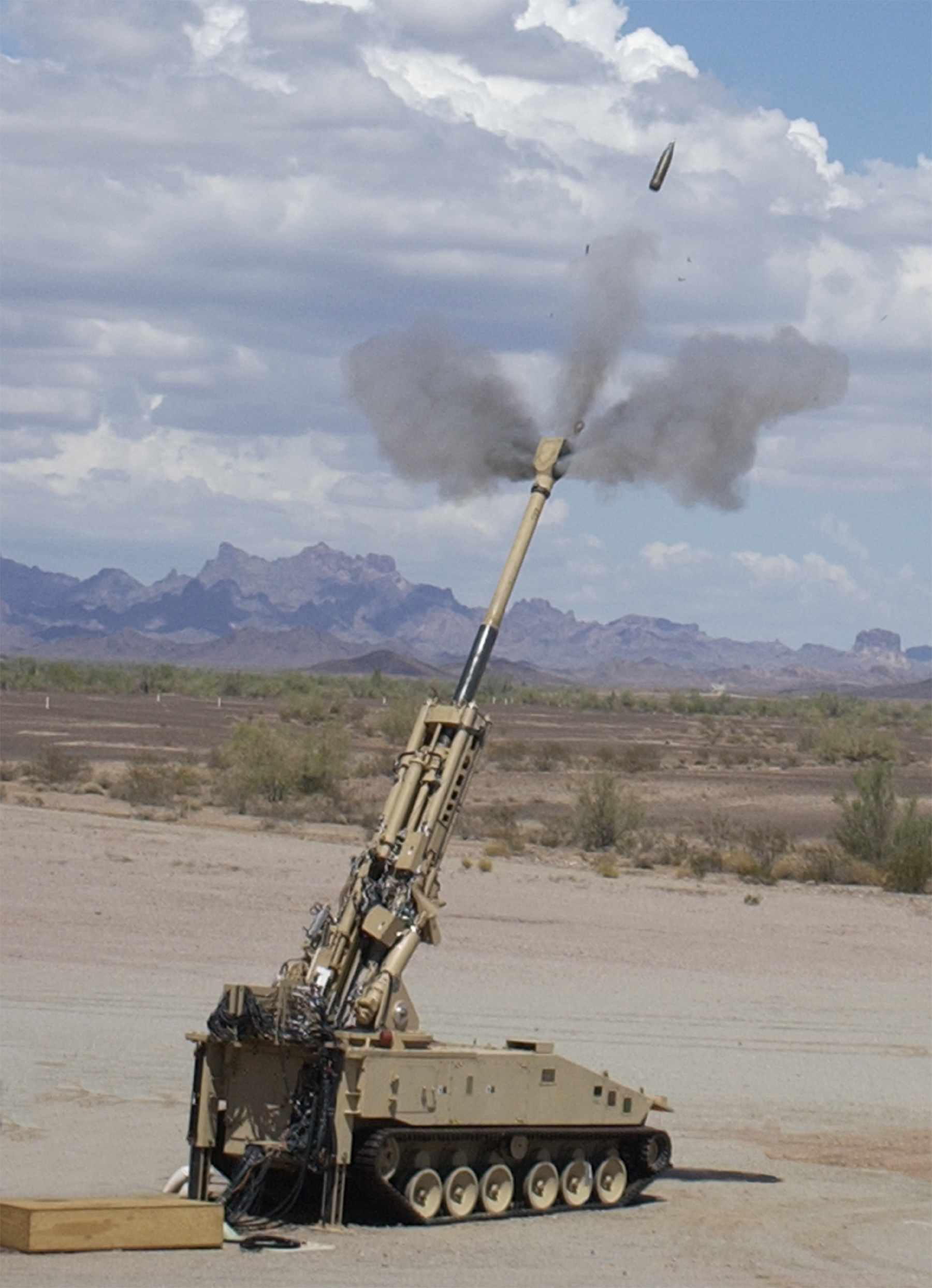
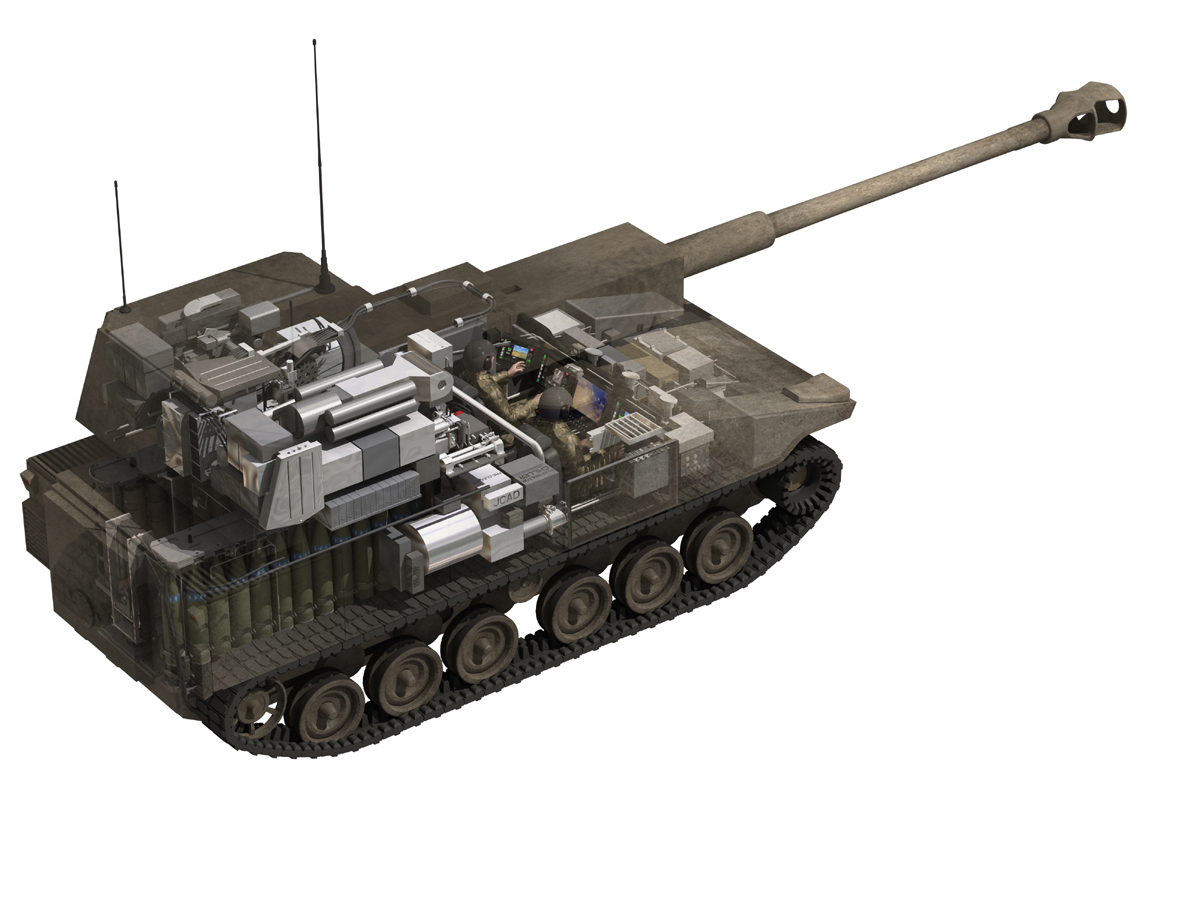
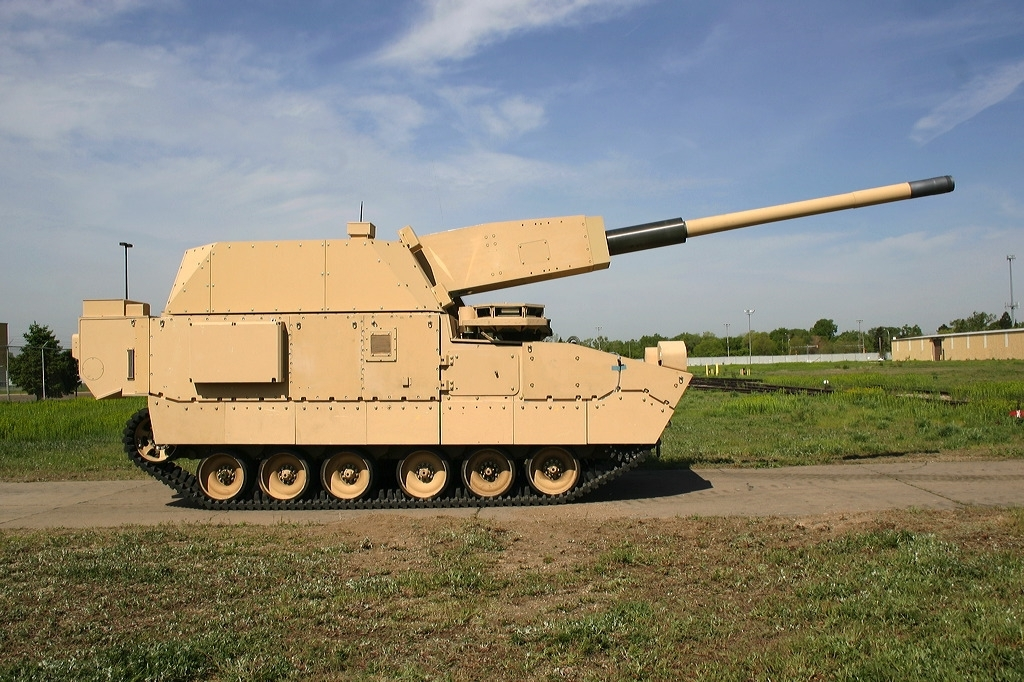
Prototype 1
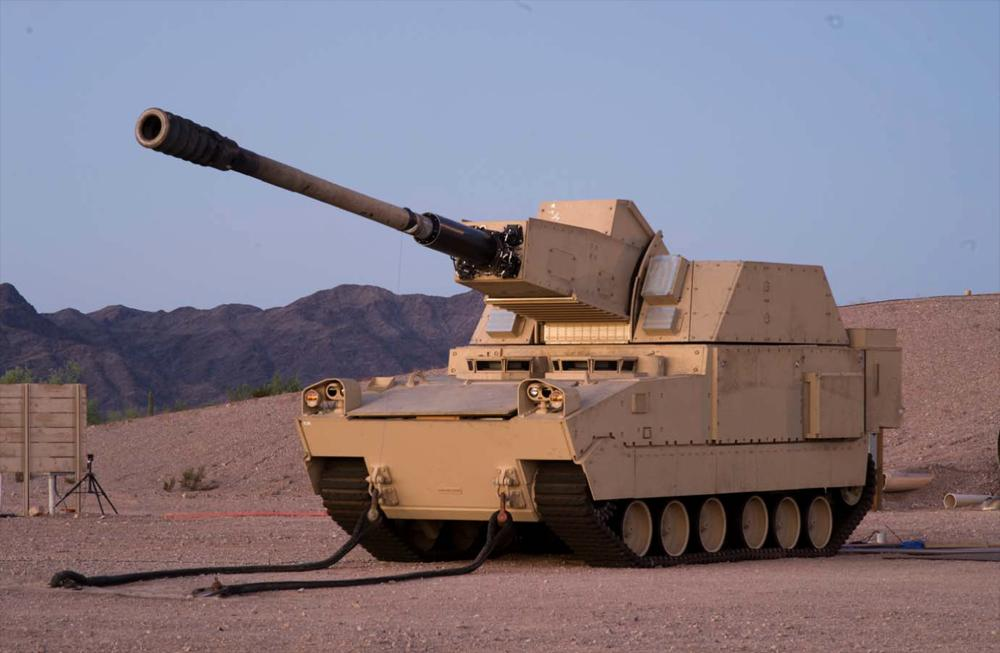
Прототип в 2009